# Élections cantonales de 2011 dans la Vendée

Les élections cantonales ont eu lieu les 20 et 27 mars 2011.

## Contexte départemental

### Assemblée départementale sortante
Avant les élections, le conseil général de la Vendée est présidé par Bruno Retailleau (DVD). Il comprend 31 conseillers généraux issus des 31 cantons de la Vendée. 16 d'entre eux sont renouvelables lors de ces élections. 
| Parti                             | Sigle | Élus |
| --------------------------------- | ----- | ---- |
| Majorité (27 sièges)              |       |      |
| Divers droite                     | DVD   | 19   |
| Mouvement pour la France          | MPF   | 5    |
| Union pour un mouvement populaire | UMP   | 2    |
| Nouveau Centre                    | NC    | 1    |
| Opposition (4 sièges)             |       |      |
| Parti socialiste                  | PS    | 3    |
| Divers gauche                     | DVG   | 1    |
| Président du conseil général      |       |      |
| Bruno Retailleau (DVD)            |       |      |

## Résultats à l'échelle du département
| Binômes        | Binômes                                     | Premier tour | Premier tour | Second tour | Second tour | Sièges |
| Binômes        | Binômes                                     | Voix         | %            | Voix        | %           | Sièges |
| -------------- | ------------------------------------------- | ------------ | ------------ | ----------- | ----------- | ------ |
|                | Parti socialiste                            | 13 674       | 13,24        | 14 241      | 22,55       | 3      |
|                | Europe Écologie Les Verts                   | 11 532       | 11,16        | 7 733       | 12,24       | 0      |
|                | Front de gauche - Parti communiste français | 5 183        | 5,02         |             |             |        |
|                | Divers gauche                               | 684          | 0,66         |             |             |        |
| Gauche         | Gauche                                      | 31 073       | 30,08        | 21 974      | 34,79       | 3      |
|                |                                             |              |              |             |             |        |
|                | Divers droite                               | 44 855       | 43,42        | 35 638      | 56,43       | 12     |
|                | Front national                              | 10 540       | 10,20        | 2 126       | 3,37        | 0      |
|                | Mouvement pour la France                    | 5 821        | 5,64         |             |             | 1      |
|                | Union pour un mouvement populaire           | 2 195        | 2,12         | 1 645       | 2,60        | 0      |
|                | Parti radical                               | 1 597        | 1,55         |             |             |        |
|                | MoDem                                       | 1 462        | 1,42         |             |             |        |
| Droite         | Droite                                      | 66 470       | 64,35        | 39 409      | 62,40       | 13     |
|                |                                             |              |              |             |             |        |
|                | Divers                                      | 5 165        | 5,00         | 1 772       | 2,81        | 0      |
|                |                                             |              |              |             |             |        |
|                | AEI                                         | 592          | 0,57         |             |             |        |
|                |                                             |              |              |             |             |        |
| Inscrits       | Inscrits                                    | 229 253      | 100,00       | 325 089     | 100,00      |        |
| Abstentions    | Abstentions                                 | 122 852      | 53,59        | 148 675     | 54,96       |        |
| Votants        | Votants                                     | 106 401      | 46,41        | 66 960      | 45,04       |        |
| Blancs et nuls | Blancs et nuls                              | 3 101        | 2,91         | 3 805       | 5,68        |        |
| Exprimés       | Exprimés                                    | 103 300      | 97,09        | 63 155      | 94,32       |        |

### Résultats en nombre de sièges
| Parti | Sièges mis en jeu | Élus | Évolution |
| ----- | ----------------- | ---- | --------- |
| DVD   | 11                | 12   | + 1       |
| PS    | 2                 | 3    | + 1       |
| MPF   | 2                 | 1    | - 1       |
| UMP   | 1                 | 0    | - 1       |

### Assemblée départementale à l'issue des élections
| Parti                             | Sigle | Élus |
| --------------------------------- | ----- | ---- |
| Majorité (26 sièges)              |       |      |
| Divers droite                     | DVD   | 20   |
| Mouvement pour la France          | MPF   | 4    |
| Nouveau Centre                    | NC    | 1    |
| Union pour un mouvement populaire | UMP   | 1    |
| Opposition (5 sièges)             |       |      |
| Parti socialiste                  | PS    | 4    |
| Divers gauche                     | DVG   | 1    |
| Président du conseil général      |       |      |
| Bruno Retailleau (UMP)            |       |      |

## Résultats par canton

### Canton de Beauvoir-sur-Mer
| Candidats      | Candidats        | Étiquette      | Premier tour | Premier tour | Second tour | Second tour |
| Candidats      | Candidats        | Étiquette      | Voix         | %            | Voix        | %           |
| -------------- | ---------------- | -------------- | ------------ | ------------ | ----------- | ----------- |
|                | Michel Dupont*   | DVD            | 1 875        | 49,39        | 2 385       | 71,62       |
|                | Robert Guérineau | SE             | 858          | 22,60        | 945         | 28,38       |
|                | Gérard Raimbaud  | EELV           | 479          | 12,62        |             |             |
|                | Claude Charnolé  | FN             | 446          | 11,75        |             |             |
|                | Jacques Moreau   | FG             | 138          | 3,64         |             |             |
|                |                  |                |              |              |             |             |
| Inscrits       | Inscrits         | Inscrits       | 7 610        | 100,00       | 7 610       | 100,00      |
| Abstentions    | Abstentions      | Abstentions    | 3 733        | 49,05        | 4 023       | 52,86       |
| Votants        | Votants          | Votants        | 3 877        | 50,95        | 3 587       | 47,14       |
| Blancs et nuls | Blancs et nuls   | Blancs et nuls | 81           | 2,09         | 257         | 7,16        |
| Exprimés       | Exprimés         | Exprimés       | 3 796        | 97,91        | 3 330       | 92,84       |

*sortant

### Canton de Chaillé-les-Marais
Le canton de Chaillé-les-Marais, l'un des rares fiefs de gauche de la Vendée, conserve ce titre acquis en 1972 avec le député socialiste Pierre Métais. Le socialiste Daniel Ringeard, maire de Champagné-les-Marais, a pris la succession en 2004 du maire divers gauche du chef-lieu, Guy Grelaud. Cette fois, il affronte trois candidats. Jean-Marie Dieulangard, secrétaire départemental du FN habitant Saint-Laurent-sur-Sèvre, la communiste Andrée Pasty, et Cyrille Thitéca, conseiller municipal UMP à Chaillé-les-Marais. Ce dernier et le sortant se qualifient pour le second tour dans un mouchoir de poche, le dernier devançant le premier de 29 voix. Alors que l'abstention grimpe de 15 points, Ringeard perd une centaine de voix quand Thitéca obtient presque 500 voix de moins que le total des deux candidats de droite en 2004. Le FN progresse cependant de 80 voix environ et le PCF en perd une vingtaine. Au second tour, si l'écart en 2004 était de 78 voix, Ringeard est réélu par 125 voix d'avance cette fois. Les deux candidats obtiennent entre 100 et 200 voix de moins que leur camp respectif en 2004 au même stade, l'abstention progressant cette fois de 12 points.
| Candidats      | Candidats              | Étiquette      | Premier tour | Premier tour | Second tour | Second tour |
| Candidats      | Candidats              | Étiquette      | Voix         | %            | Voix        | %           |
| -------------- | ---------------------- | -------------- | ------------ | ------------ | ----------- | ----------- |
|                | Daniel Ringeard*       | PS             | 1 264        | 40,88        | 1 770       | 51,83       |
|                | Cyrille Thitéca        | UMP            | 1 235        | 39,94        | 1 645       | 48,17       |
|                | Jean-Marie Dieulangard | FN             | 406          | 13,13        |             |             |
|                | Andrée Pasty           | FG             | 187          | 6,05         |             |             |
|                |                        |                |              |              |             |             |
| Inscrits       | Inscrits               | Inscrits       | 6 211        | 100,00       | 6 211       | 100,00      |
| Abstentions    | Abstentions            | Abstentions    | 3 003        | 48,35        | 2 634       | 42,41       |
| Votants        | Votants                | Votants        | 3 208        | 51,65        | 3 577       | 57,59       |
| Blancs et nuls | Blancs et nuls         | Blancs et nuls | 116          | 3,62         | 162         | 4,53        |
| Exprimés       | Exprimés               | Exprimés       | 3 092        | 96,38        | 3 415       | 95,47       |

### Canton de Challans
| Candidats      | Candidats          | Étiquette      | Premier tour | Premier tour | Second tour | Second tour |
| Candidats      | Candidats          | Étiquette      | Voix         | %            | Voix        | %           |
| -------------- | ------------------ | -------------- | ------------ | ------------ | ----------- | ----------- |
|                | Serge Rondeau      | DVD            | 4 899        | 50,28        | 5 760       | 64,08       |
|                | Nicole Guérin      | PS             | 2 174        | 22,31        | 3 229       | 35,92       |
|                | Jean-Pierre Maudez | FN             | 1 407        | 14,44        |             |             |
|                | Michèle Mercier    | EELV           | 1 006        | 10,32        |             |             |
|                | Lydia Dejeu        | FG             | 258          | 2,65         |             |             |
|                |                    |                |              |              |             |             |
| Inscrits       | Inscrits           | Inscrits       | 23 663       | 100,00       | 23 663      | 100,00      |
| Abstentions    | Abstentions        | Abstentions    | 13 668       | 57,76        | 14 167      | 59,87       |
| Votants        | Votants            | Votants        | 9 995        | 42,24        | 9 496       | 40,13       |
| Blancs et nuls | Blancs et nuls     | Blancs et nuls | 251          | 2,51         | 507         | 5,34        |
| Exprimés       | Exprimés           | Exprimés       | 9 744        | 97,49        | 8 989       | 94,66       |

### Canton de La Châtaigneraie
| Candidats      | Candidats          | Étiquette      | Premier tour | Premier tour |
| Candidats      | Candidats          | Étiquette      | Voix         | %            |
| -------------- | ------------------ | -------------- | ------------ | ------------ |
|                | Valentin Josse     | DVD            | 3 532        | 67,21        |
|                | Pierre-André Metay | PS             | 943          | 17,94        |
|                | Claude Cristofoli  | FN             | 564          | 10,73        |
|                | Jean-Luc Migne     | PCF            | 216          | 4,11         |
|                |                    |                |              |              |
| Inscrits       | Inscrits           | Inscrits       | 11 998       | 100,00       |
| Abstentions    | Abstentions        | Abstentions    | 6 523        | 54,37        |
| Votants        | Votants            | Votants        | 5 475        | 45,63        |
| Blancs et nuls | Blancs et nuls     | Blancs et nuls | 220          | 4,02         |
| Exprimés       | Exprimés           | Exprimés       | 5 255        | 95,98        |

### Canton des Essarts
| Candidats      | Candidats         | Étiquette      | Premier tour | Premier tour | Second tour | Second tour |
| Candidats      | Candidats         | Étiquette      | Voix         | %            | Voix        | %           |
| -------------- | ----------------- | -------------- | ------------ | ------------ | ----------- | ----------- |
|                | Yves Auvinet*     | DVD            | 3 800        | 55,76        | 4 142       | 64,67       |
|                | Philippe Gaboriau | PS             | 1 434        | 21,04        | 2 263       | 35,33       |
|                | Gilbert Quillaud  | EELV           | 946          | 13,88        |             |             |
|                | Marcel Tatibouët  | FN             | 473          | 3,01         |             |             |
|                | Hervé Hirelle     | FG             | 162          | 1,03         |             |             |
|                |                   |                |              |              |             |             |
| Inscrits       | Inscrits          | Inscrits       | 15 672       | 100,00       | 15 672      | 100,00      |
| Abstentions    | Abstentions       | Abstentions    | 8 685        | 55,42        | 8 968       | 57,22       |
| Votants        | Votants           | Votants        | 6 987        | 44,58        | 6 704       | 42,78       |
| Blancs et nuls | Blancs et nuls    | Blancs et nuls | 172          | 2,46         | 299         | 4,46        |
| Exprimés       | Exprimés          | Exprimés       | 6 815        | 97,54        | 6 405       | 95,54       |

*sortant

### Canton des Herbiers
| Candidats      | Candidats                 | Étiquette      | Premier tour | Premier tour |
| Candidats      | Candidats                 | Étiquette      | Voix         | %            |
| -------------- | ------------------------- | -------------- | ------------ | ------------ |
|                | Véronique Besse*          | MPF            | 5 821        | 59,90        |
|                | Marcel Albert             | PR             | 1 597        | 16,43        |
|                | Frantz Desprez            | EÉLV           | 1 486        | 15,29        |
|                | Christian Proust          | FN             | 517          | 5,32         |
|                | Marie-Françoise Michenaud | PCF            | 297          | 3,06         |
|                |                           |                |              |              |
| Inscrits       | Inscrits                  | Inscrits       | 20 186       | 100,00       |
| Abstentions    | Abstentions               | Abstentions    | 10 172       | 50,39        |
| Votants        | Votants                   | Votants        | 10 014       | 49,61        |
| Blancs et nuls | Blancs et nuls            | Blancs et nuls | 296          | 2,96         |
| Exprimés       | Exprimés                  | Exprimés       | 9 718        | 97,04        |

*sortant

### Canton de L'Hermenault
| Candidats      | Candidats        | Étiquette      | Premier tour | Premier tour |
| Candidats      | Candidats        | Étiquette      | Voix         | %            |
| -------------- | ---------------- | -------------- | ------------ | ------------ |
|                | Joël Sarlot*     | DVD            | 1 892        | 54,43        |
|                | Mathieu Durquety | PS             | 884          | 25,43        |
|                | Maxime Bossard   | PCF            | 351          | 10,10        |
|                | Thérèse Gaborit  | FN             | 349          | 10,04        |
|                |                  |                |              |              |
| Inscrits       | Inscrits         | Inscrits       | 6 997        | 100,00       |
| Abstentions    | Abstentions      | Abstentions    | 3 387        | 48,41        |
| Votants        | Votants          | Votants        | 3 610        | 51,59        |
| Blancs et nuls | Blancs et nuls   | Blancs et nuls | 134          | 3,71         |
| Exprimés       | Exprimés         | Exprimés       | 3 476        | 96,29        |

*sortant

### Canton de L'Île-d'Yeu
| Candidats      | Candidats              | Étiquette      | Premier tour | Premier tour | Second tour | Second tour |
| Candidats      | Candidats              | Étiquette      | Voix         | %            | Voix        | %           |
| -------------- | ---------------------- | -------------- | ------------ | ------------ | ----------- | ----------- |
|                | Bruno Noury            | DVD            | 1 018        | 51,16        | 1 181       | 58,81       |
|                | François-Xavier Dubois | SE             | 707          | 35,53        | 827         | 41,19       |
|                | Michel Bruneau         | SE             | 199          | 10,00        |             |             |
|                | Jean-Claude Garnier    | PCF            | 66           | 3,32         |             |             |
|                |                        |                |              |              |             |             |
| Inscrits       | Inscrits               | Inscrits       | 4 284        | 100,00       | 4 284       | 100,00      |
| Abstentions    | Abstentions            | Abstentions    | 2 236        | 52,19        | 2 218       | 51,77       |
| Votants        | Votants                | Votants        | 2 048        | 47,81        | 2 066       | 48,23       |
| Blancs et nuls | Blancs et nuls         | Blancs et nuls | 58           | 2,83         | 58          | 2,81        |
| Exprimés       | Exprimés               | Exprimés       | 1 990        | 97,17        | 2 008       | 97,19       |

### Canton de Maillezais
| Candidats      | Candidats       | Étiquette      | Premier tour | Premier tour | Second tour | Second tour |
| Candidats      | Candidats       | Étiquette      | Voix         | %            | Voix        | %           |
| -------------- | --------------- | -------------- | ------------ | ------------ | ----------- | ----------- |
|                | Jean Tallineau* | DVD            | 1 994        | 43,16        | 2 490       | 49,97       |
|                | Daniel David    | PS             | 1 886        | 40,82        | 2 493       | 50,03       |
|                | Jacques Périssé | FN             | 430          | 9,31         |             |             |
|                | Jacques Humeau  | AEI            | 167          | 3,61         |             |             |
|                | Michel Mengneau | FG             | 143          | 3,10         |             |             |
|                |                 |                |              |              |             |             |
| Inscrits       | Inscrits        | Inscrits       | 8 665        | 100,00       | 8 666       | 100,00      |
| Abstentions    | Abstentions     | Abstentions    | 3 966        | 45,77        | 3 552       | 40,99       |
| Votants        | Votants         | Votants        | 4 699        | 54,23        | 5 114       | 59,01       |
| Blancs et nuls | Blancs et nuls  | Blancs et nuls | 79           | 1,68         | 131         | 2,56        |
| Exprimés       | Exprimés        | Exprimés       | 4 620        | 98,32        | 4 983       | 97,44       |

*sortant

### Canton du Poiré-sur-Vie
| Candidats      | Candidats               | Étiquette      | Premier tour | Premier tour |
| Candidats      | Candidats               | Étiquette      | Voix         | %            |
| -------------- | ----------------------- | -------------- | ------------ | ------------ |
|                | Bernard Perrin*         | DVD            | 5 377        | 54,43        |
|                | Joël Blanchard          | EELV           | 2 349        | 25,40        |
|                | François-Xavier Gicquel | FN             | 1 060        | 11,46        |
|                | Calypso Lartillier      | PCF            | 462          | 5,00         |
|                |                         |                |              |              |
| Inscrits       | Inscrits                | Inscrits       | 20 916       | 100,00       |
| Abstentions    | Abstentions             | Abstentions    | 11 349       | 54,26        |
| Votants        | Votants                 | Votants        | 9 567        | 45,74        |
| Blancs et nuls | Blancs et nuls          | Blancs et nuls | 319          | 3,33         |
| Exprimés       | Exprimés                | Exprimés       | 9 248        | 96,67        |

*sortant

### Canton de Rocheservière
| Candidats      | Candidats        | Étiquette      | Premier tour | Premier tour |
| Candidats      | Candidats        | Étiquette      | Voix         | %            |
| -------------- | ---------------- | -------------- | ------------ | ------------ |
|                | Alain Lebœuf*    | DVD            | 2 866        | 66,62        |
|                | Michèle Grabette | DVG            | 684          | 15,90        |
|                | Richard Ducret   | FN             | 501          | 11,65        |
|                | Guy Rosay        | PCF            | 251          | 5,83         |
|                |                  |                |              |              |
| Inscrits       | Inscrits         | Inscrits       | 8 467        | 100,00       |
| Abstentions    | Abstentions      | Abstentions    | 4 017        | 54,26        |
| Votants        | Votants          | Votants        | 4 450        | 45,74        |
| Blancs et nuls | Blancs et nuls   | Blancs et nuls | 148          | 3,33         |
| Exprimés       | Exprimés         | Exprimés       | 4 302        | 96,67        |

*sortant

### Canton de La Roche-sur-Yon-Nord
| Candidats      | Candidats              | Étiquette      | Premier tour | Premier tour | Second tour | Second tour |
| Candidats      | Candidats              | Étiquette      | Voix         | %            | Voix        | %           |
| -------------- | ---------------------- | -------------- | ------------ | ------------ | ----------- | ----------- |
|                | Pierre Regnault*       | PS             | 3 033        | 34,78        | 4 486       | 50,95       |
|                | Laurent Favreau        | DVD            | 2 084        | 23,90        | 4 318       | 49,05       |
|                | Tony Demeurant         | EÉLV           | 1 033        | 11,85        |             |             |
|                | Jean-Marie Dieulangard | MoDem          | 1 002        | 11,49        |             |             |
|                | Gonzague de Chantérac  | UMP            | 960          | 23,90        |             |             |
|                | Andrée Pasty           | FG             | 608          | 6,97         |             |             |
|                |                        |                |              |              |             |             |
| Inscrits       | Inscrits               | Inscrits       | 22 825       | 100,00       | 22 825      | 100,00      |
| Abstentions    | Abstentions            | Abstentions    | 13 765       | 60,31        | 13 492      | 59,11       |
| Votants        | Votants                | Votants        | 9 060        | 39,69        | 9 333       | 40,89       |
| Blancs et nuls | Blancs et nuls         | Blancs et nuls | 340          | 3,75         | 529         | 5,67        |
| Exprimés       | Exprimés               | Exprimés       | 8 720        | 96,25        | 8 804       | 94,33       |

*sortant

### Canton des Sables-d'Olonne
| Candidats      | Candidats          | Étiquette      | Premier tour | Premier tour | Second tour | Second tour |
| Candidats      | Candidats          | Étiquette      | Voix         | %            | Voix        | %           |
| -------------- | ------------------ | -------------- | ------------ | ------------ | ----------- | ----------- |
|                | Gérard Faugeron*   | DVD            | 6 448        | 41,45        | 8 962       | 58,95       |
|                | Laurent Akriche    | EÉLV           | 3 285        | 32,48        | 6 242       | 41,05       |
|                | Danièle Vouzellaud | FN             | 2 708        | 10,96        |             |             |
|                | Jacques Forgeau    | PCF            | 1 435        | 8,78         |             |             |
|                | Régis Bernard      | SE             | 1 006        | 6,16         |             |             |
|                | Philippe Comte     | DVD            | 995          | 6,09         |             |             |
|                | René Gaborit       | MoDem          | 460          | 2,82         |             |             |
|                |                    |                |              |              |             |             |
| Inscrits       | Inscrits           | Inscrits       | 38 344       | 100,00       | 38 344      | 100,00      |
| Abstentions    | Abstentions        | Abstentions    | 21 592       | 52,41        | 22 170      | 51,57       |
| Votants        | Votants            | Votants        | 16 752       | 47,59        | 16 174      | 48,43       |
| Blancs et nuls | Blancs et nuls     | Blancs et nuls | 415          | 2,48         | 970         | 6,00        |
| Exprimés       | Exprimés           | Exprimés       | 16 337       | 97,52        | 15 204      | 94,00       |

*sortant

### Canton de Saint-Fulgent
| Candidats      | Candidats            | Étiquette      | Premier tour | Premier tour |
| Candidats      | Candidats            | Étiquette      | Voix         | %            |
| -------------- | -------------------- | -------------- | ------------ | ------------ |
|                | Wilfried Montassier* | DVD            | 3 425        | 56,80        |
|                | Paul Boudaud         | SE             | 1 642        | 25,40        |
|                | Martine Chantecaille | PS             | 833          | 13,81        |
|                | Pierre Chanson       | PCF            | 130          | 2,16         |
|                |                      |                |              |              |
| Inscrits       | Inscrits             | Inscrits       | 12 013       | 100,00       |
| Abstentions    | Abstentions          | Abstentions    | 5 796        | 48,25        |
| Votants        | Votants              | Votants        | 6 217        | 51,75        |
| Blancs et nuls | Blancs et nuls       | Blancs et nuls | 187          | 3,01         |
| Exprimés       | Exprimés             | Exprimés       | 6 030        | 96,99        |

*sortant

### Canton de Sainte-Hermine
| Candidats      | Candidats            | Étiquette      | Premier tour | Premier tour | Second tour | Second tour |
| Candidats      | Candidats            | Étiquette      | Voix         | %            | Voix        | %           |
| -------------- | -------------------- | -------------- | ------------ | ------------ | ----------- | ----------- |
|                | Norbert Barbarit*    | DVD            | 1 210        | 41,45        | 1 582       | 51,48       |
|                | Tony Demeurant       | EÉLV           | 948          | 32,48        | 1 491       | 48,52       |
|                | Philippe Barre       | SE             | 327          | 11,20        |             |             |
|                | Jean-Claude Pasquier | FN             | 320          | 10,96        |             |             |
|                | Jacques Forgeau      | FG             | 114          | 3,91         |             |             |
|                |                      |                |              |              |             |             |
| Inscrits       | Inscrits             | Inscrits       | 6 325        | 100,00       | 6 323       | 100,00      |
| Abstentions    | Abstentions          | Abstentions    | 3 315        | 52,41        | 3 056       | 51,57       |
| Votants        | Votants              | Votants        | 3 010        | 47,59        | 3 267       | 48,43       |
| Blancs et nuls | Blancs et nuls       | Blancs et nuls | 91           | 3,02         | 194         | 5,94        |
| Exprimés       | Exprimés             | Exprimés       | 2 919        | 96,98        | 3 073       | 94,06       |

*sortant

### Canton de Talmont-Saint-Hilaire
| Candidats      | Candidats         | Étiquette      | Premier tour | Premier tour | Second tour | Second tour |
| Candidats      | Candidats         | Étiquette      | Voix         | %            | Voix        | %           |
| -------------- | ----------------- | -------------- | ------------ | ------------ | ----------- | ----------- |
|                | Pierre Berthome*  | DVD            | 3 440        | 47,53        | 4 818       | 69,28       |
|                | Brigitte Neveux   | FN             | 1 359        | 26,14        | 2 126       | 30,62       |
|                | Sébastien Abad    | PS             | 1 223        | 16,90        |             |             |
|                | Lionel Vrigon     | SE             | 426          | 5,89         |             |             |
|                | Catherine Mindren | AEI            | 425          | 5,87         |             |             |
|                | Jocelyn Abjean    | FG             | 365          | 5,04         |             |             |
|                |                   |                |              |              |             |             |
| Inscrits       | Inscrits          | Inscrits       | 15 077       | 100,00       | 15 077      | 100,00      |
| Abstentions    | Abstentions       | Abstentions    | 7 645        | 50,71        | 7 435       | 49,31       |
| Votants        | Votants           | Votants        | 7 432        | 49,29        | 7 642       | 50,69       |
| Blancs et nuls | Blancs et nuls    | Blancs et nuls | 194          | 2,61         | 698         | 9,13        |
| Exprimés       | Exprimés          | Exprimés       | 7 238        | 97,39        | 6 944       | 90,87       |

*sortant